# Kozak (koek)
Een Kozak is een soort koek uit het oosten van Nederland, met name in de regio Twente en op Terschelling.
De koek is meestal rechthoekig van vorm waarbij de buitenkant van chocolade is en waarbinnen zich een (jam-)vulling bevindt. De koek is omringd met marsepein. Eigenlijk is het een plak biscuitdeeg met jam en room of botercrème in opgerolde vorm (Zwitserse jamrol), die aan beide kanten is geglazuurd met pure chocola. Kozakken zijn er ook in ronde vorm. Het is vergelijkbaar met een platgeslagen mergpijp.